# Nicolaus Doers
Nicolaus (Nicolaas) Doers (Lierop, 21 juni 1763 - Lierop, 19 november 1821) was een Nederlands burgemeester.
Doers werd geboren als zevende van de negen kinderen van Cornelius Doers (1724-1803), landbouwer en plaatselijk bestuurder, en Joanna Maria Hermans. Hij werd borgemeester en collecteur van 's lands lasten te Lierop in 1798, was lid der municipaliteit (1795-1798), president-schepen (1798-1811), lid der civiele rechtbank (1803), loco-schout-civil (1810) en ten slotte burgemeester van die gemeente. Onder zijn voorganger Th. Hermans was hij enige tijd locoburgemeester.
Met het overlijden van Doers in 1821 eindigde ook zijn burgemeesterschap. Hij bleef ongehuwd. Met Anna en Johanna, de dochters van zijn broer Jan (1755-1807), stierf de familie Doers, nazaten van Arnt Orssen (overleden tussen 1435 en 1444), in mannelijke lijn uit.